# Brachythecium austrostramineum
Brachythecium austrostramineum är en bladmossart som först beskrevs av C. Müller in Neumayer, och fick sitt nu gällande namn av Ochyra in Ochyra, Vitt och D. G. Horton 1986. Brachythecium austrostramineum ingår i släktet gräsmossor, och familjen Brachytheciaceae. Inga underarter finns listade i Catalogue of Life.